# ماثيو جيمس
ماثيو جيمس (بالإنجليزية: Matthew James)‏ هو سياسي أمريكي، ولد في 11 سبتمبر 1955 في الولايات المتحدة. حزبياً، نشط في الحزب الديمقراطي.